# Бейсболка

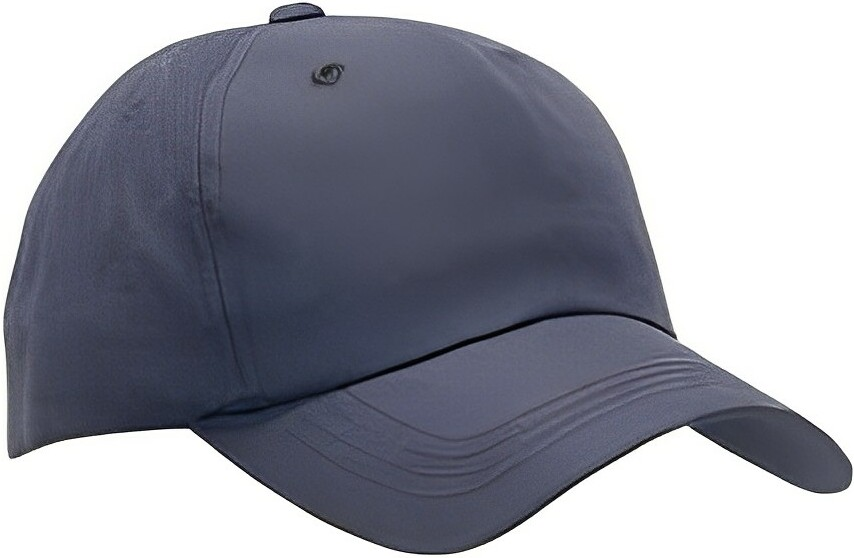
Бейсболка

Бейсбо́лка — спортивный головной убор, кепка особого фасона с большим козырьком и высокой тульёй, первоначально у бейсболистов.

## История
Первоначально её носили бейсболисты, которые до того выступали в соломенных шляпах-канотье и жокейских кепках: в 1954 году компания «New Era» представила американским бейсболистам для защиты от солнца кепку с козырьком.
Бейсболки стали очень популярны в Соединённых Штатах Америки в 1970-х — 1980-х годах, заядлые болельщики и просто любители спорта скупали их с удовольствием. Со временем бейсболки вышли за рамки спортивной принадлежности.